# جیمز دنیس دا سیلوا
جیمز دنیس دا سیلوا (به پرتغالی: James Dens Maia da Silva) مدافع اهل برزیل است که در شهر کوریتیبا و در تاریخ ۱۴ اوت ۱۹۸۶ به دنیا آمده‌است.
جیمز دنیس دا سیلوا در تیم‌های فوتبال کوریتیبا سابقهٔ حضور دارد.